# Історія Угорщини

## До IX століття
Територія сучасної Угорщини була заселена з часів палеоліту. Перші писемні джерела, які подають відомості про історію цього регіону, походять з VI—V ст. до н. е. В цей період на території Угорщини проживали іллірійські, фракійські та інші племена. У IV ст. до н. е. на Дунаї з'явилися кельти, які відтіснили іллірійське та фракійське населення. У наступному ст. кельти, осівши у завойованих ними областях, перейшли до землеробства. З другої пол. I ст. до н. е. починається занепад кельтського суспільства. На рубежі нашої ери територія Задунав'я, що була заселена кельтськими та іллірійськими племенами, потрапила під владу Римської імперії. Ці землі увійшли до складу новоствореної провінції Паннонії, яка мала велике військово-стратегічне значення для імперії. Суміжна з Паннонією область на схід від Дунаю (сучасний Альфельд), населена кельтами та фракійцями, починаючи від серед. I ст. до н. е., зазнавала впливу з боку даків (дако-гетських племен), що проживали в сучасній Трансильванії. У другій пол. I ст. даки підкорили більшу частину Альфельду і чинили напади на пн.-сх. райони Паннонії. У серед. I ст. н. е. у межиріччі Дунаю й Тиси з'явилися сармати, які витіснили звідси даків.
З кінця III століття у Паннонії почало поширюватись християнство. Тоді ж посилюються варварські (германські, кельтські та сарматські) напади на Паннонію. У III столітті Паннонію розорюють германські племена, а також сармати. У 271 році римляни змушені були відступити з Дакії, а наприкінці 4 ст. фактично залишити і Паннонію, яку почергово займали окремі варварські народи (римляни надають їм права федератів). В останній третині IV ст. зі сходу на Дунай перекочували гуни. Спустошивши дунайські провінції, основна маса гунів осіла на Альфельді, а до серед. V ст. під їхнім пануванням опинились великі території, включаючи Паннонію і Дакію. Досягнувши найбільшої могутності за Аттіли, гунська держава після його смерті (453) розпалася.
Через Середнє Подунав'я пересуваються на південь германські та ін. народи. У VI ст., витіснивши германців, цей регіон зайняло тюркське плем'я аварів, яке створило сильне державне об'єднання — Аварський каганат. Одночасно у V—VI ст. сюди починають проникати й слов'яни, які потрапляють під владу аварів. У 623 слов'яни під проводом Само підняли повстання проти аварів, створивши союз племен (держава Само), — одне з найперших політичних об'єднань у слов'ян (розпалося у 658). У 890 роках Аварська держава зникла під ударами франків, які опанували Середнє Подунав'я. Під їхнє верховенство потрапили і слов'янські племена цього регіону, які протягом 9 ст. робили спроби унезалежнитися від германців, створивши свої державні об'єднання — Блатенське (Паннонське) князівство, Великоморавську державу (деякий час входили землі Паннонії). Слов'яни намагалися також добитися своєї самостійної церковної організації, про що свідчить діяльність слов'янського просвітителя Мефодія (у 870-ті роки був архієпископом Моравії та Паннонії), проте ці спроби не мали успіху.

## Угорське королівство (IX- XIIIст.)

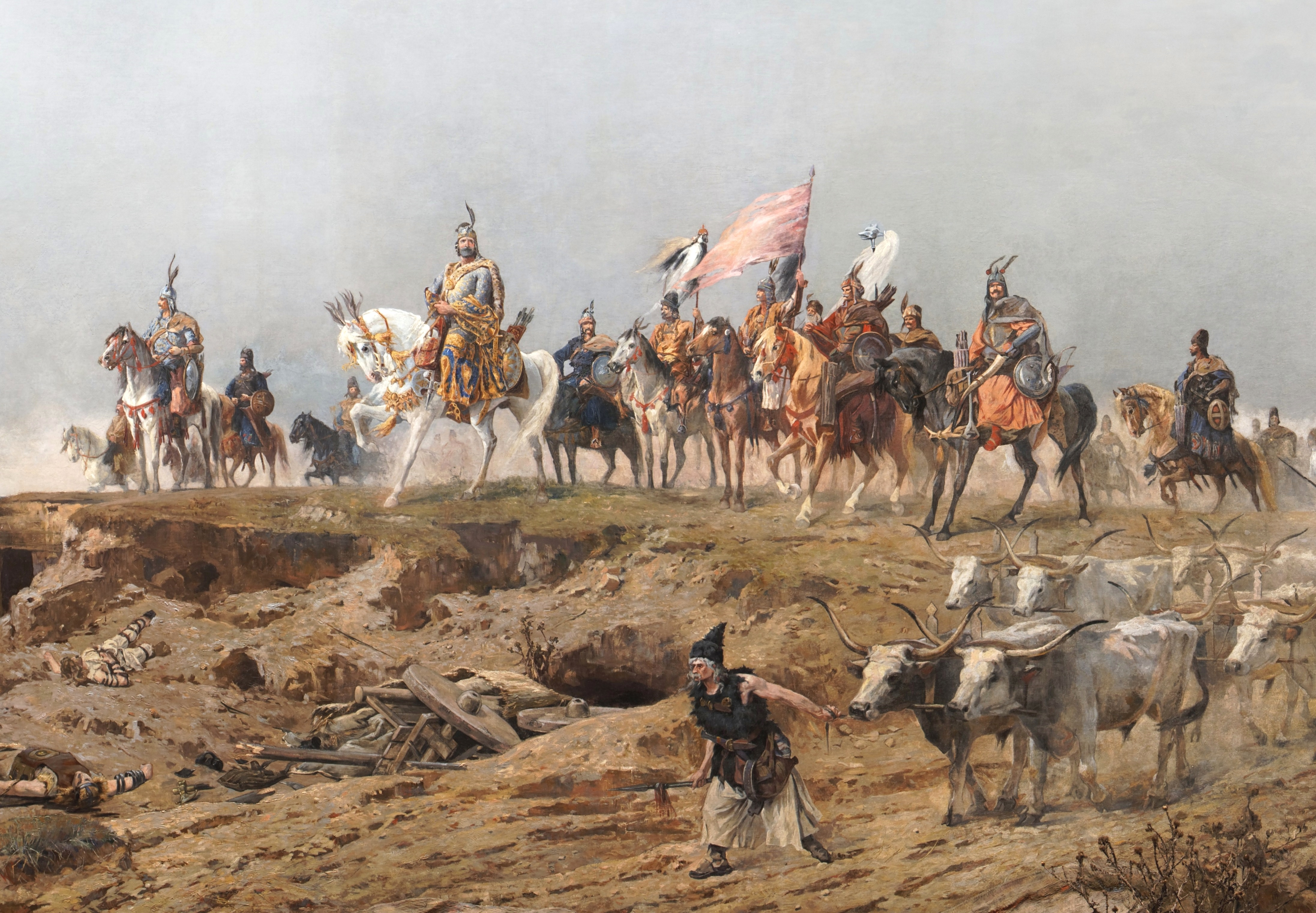
Великий князь Арпад перетинає Карпати.

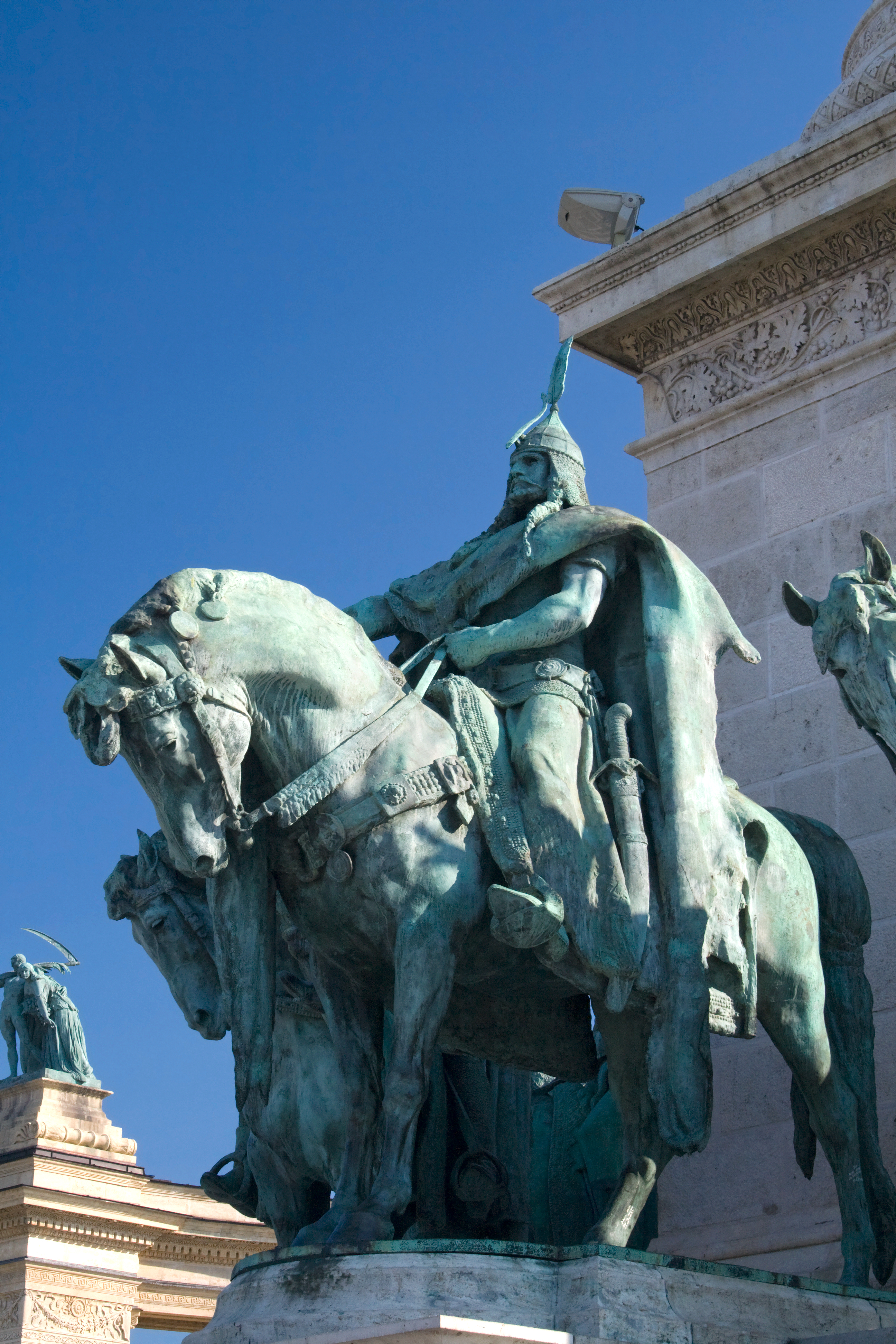
Статуя великого князя Арпада в Будапешті.

Наприкінці IX століття у Середнє Подунав'я проникли угорці. Ряд вчених (Немет, Закієв) вважає їх союзом тюркських і угорських племен, що кочували в заволзьких степах Південного Уралу і на території історичної Башкирії. Поразка від Хозарського каганату сприяло переселенню мадярів на початку IX століття в Придніпровські степи (Ателькуза). Територія, яку вони займали, на півночі межувала з поселеннями східних слов'ян. Угорці нападали на сусідні слов'янські племена, забирали в полон людей, яких потім продавали в рабство грекам. Звідси вони у складі давньоугорської конфедерації племен вторглися на Середній Дунай, найімовірніше, розтрощивши Велику Моравію. Цей період історії Угорщини відомий як завоювання угорцями Паннонського басейну.
Вперше мадяри з'явилися на Дунаї в 862 році як союзники Великоморавського князя Ростислава, проти якого об'єдналися король східних франків Людовик II Німецький і болгарський князь Борис I. У 881 році угорці як союзники князя Святополка, наступника Ростислава, дійшли до Відня; проте це був лише набіг, основна частина мадярської орди продовжувала кочувати в південноруських степах сучасної України.
З «Повісті временних літ» відомо, що наприкінці IX століття мадярська орда, угорці-кочівники (очевидно, якась окрема ватага) пройшли на захід повз Київ, зробивши зупинку біля нього (звідси назва Угорське урочище). Під проводом князя Арпада (близько 890—907 роки) союз угорських племен (сім племен), подолавши близько 895—896 років Карпати, розташувався в Середньому Подунав'ї. У наступні роки угорці зайняли Затисся, долини Мароша й Тиси, межиріччя Тиси та Дунаю, Задунав'я. Протягом 902—906 років підкорили Великоморавську державу.

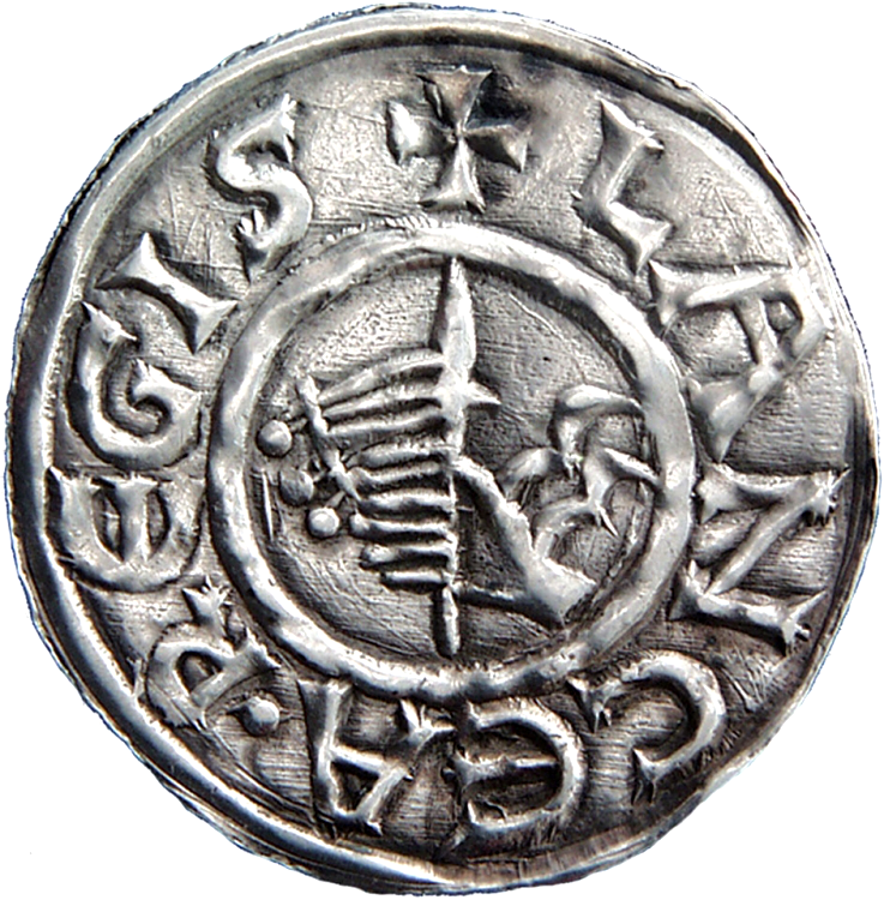
Перша угорська монета. Викарбувана при князі Гезі близько 970-х років.

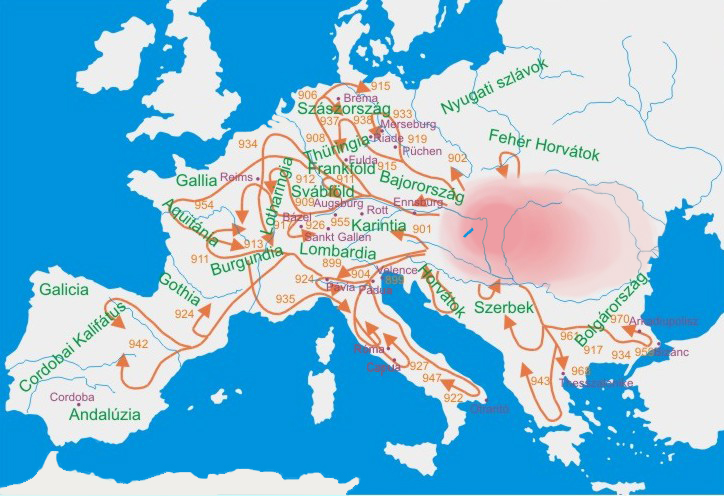
Угорські напади в X столітті.

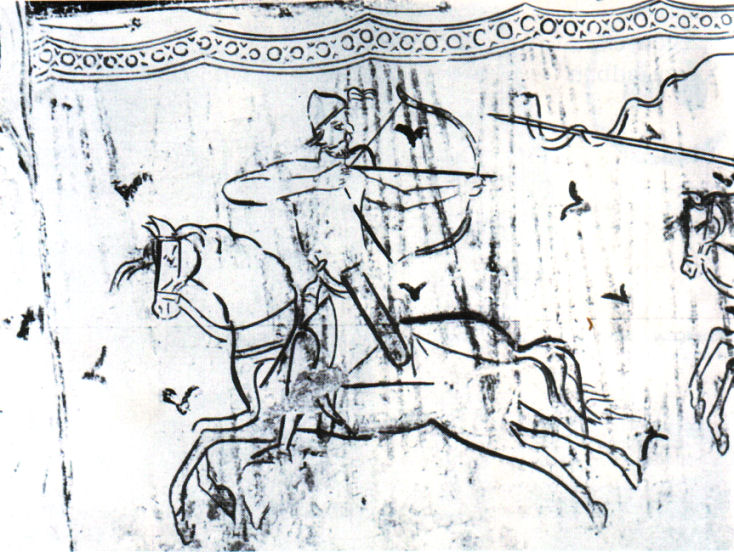
Фреска угорського воїна (Італія).

З Середнього Подунав'я протягом першої половини X століття (899-955 роки) угорці здійснювали численні грабіжницькі походи не тільки в суміжні, але й у віддалені країни Західної, Південної та Південно-Східної Європи (Західне Франкське королівство, Східно-Франкська держава, Лотарингія, Бургундія, Іспанія, Італія, Болгарське царство, Візантійська імперія). Після поразки під Аугсбургом від військ німецького імператора Оттона I (955 рік) угорці осіли у Паннонії, витіснивши звідти або асимілювавши інші народи, зокрема, слов'ян. Наприкінці X століття під проводом онука Арпада Гези (972—997 роки), що зміг зміцнити князівську владу, угорці прийняли християнство, і князь з династії Арпадів став першим угорським королем Іштваном І Святим (Стефаном) (1000—1038 роки), що засновує християнське Угорське королівство. Завдяки перебуванню німецьких лицарів при дворі й передачі бенедиктинцям землі у лен Угорщина стає християнською державою. 1001 року засноване архієпископство Гран і відбувається коронація Стефана надісланою Сильвестром II короною. Короля підтримує рада з духовенства та графів комітатів (графств). Протягом XI століття відбувався процес оформлення феодальних відносин в Угорщині. Зокрема, основна маса вільних общинників перетворилася у феодально залежних селян. Після смерті Стефана, Угорська держава дещо послаблюється через династичну боротьбу за право успадкування, язичницькою реакцією і зовнішніми нападами. У XI—XII століттях угорські королі поширили свою владу на територію сучасних Словаччини, Трансильванії, Хорватії та Закарпаття. У першій половині XIII столітті угорська ранньосередньовічна держава досягла свого найвищого розвитку.

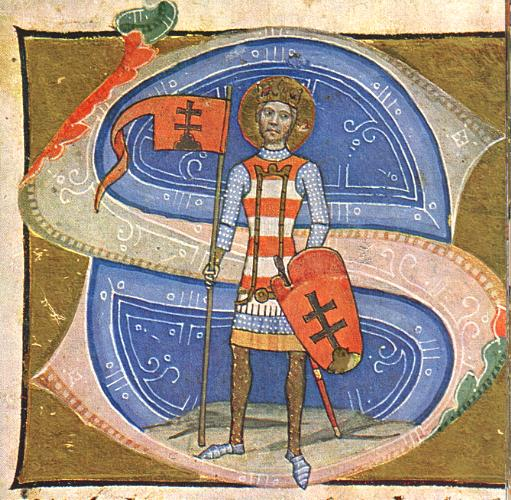
Король Стефан І Святий.

Угорські королі проводили активну зовнішню політику. Ще в 970 році, коли київський князь Святослав Ігорович вів боротьбу з візантійцями у Болгарії, один з угорських загонів виступав на його боці. У 992 році Володимир Святославич організував похід на білих хорватів (тобто у Галичину), де стикалися територіальні інтереси Русі й Угорщини. Як зазначає «Повість временних літ», Володимир жив у мирі зі Стефаном І Угорським (Іштваном І). Після смерті князя Володимира (1015 рік) його син Святослав Володимирович, переслідуваний братом Святополком Окаянним, намагався втекти в Угорщину. Скориставшись з князівських міжусобиць, Іштван І захопив Закарпаття. Його син Імре мав титул «князя русів». Арпади і Рюриковичі були пов'язані династичними шлюбами. Зокрема, двоюрідний брат Іштвана І був одружений з київською княжною; один з наступників Іштвана Ендре І (див. Андрій І, 1045—1060 роки), перш ніж стати королем Угорщини, тривалий час жив (разом зі своїм братом) у Києві при дворі князя Ярослава Мудрого і був одружений з руською княжною (дослідники ототожнюють її з дочкою Ярослава Анастасією); король Бела І (1060—1063 роки) видав свою дочку Ланку за тмутороканського князя Ростислава Володимировича — внука Ярослава Мудрого. Ладислав І (1077—1095 роки) об'єднує Хорватію в особистій унії з Угорщиною. Його наступник Коломан І стає королем Хорватії. Дочка короля Ладислава вийшла заміж за Володимир-Волинського князя Ярослава Святополковича. Невдалим виявився шлюб короля Кальмана Книжника (див. Коломан І, 1095—1116 роки) з дочкою Володимира Мономаха Єфимією; їхній син Борис (не визнаний батьком) протягом багатьох років за підтримки галицьких бояр вів наполегливу, проте безрезультатну боротьбу за угорський престол. Дочка Кальмана (від іншого шлюбу) стала дружиною князя Звенигородського, потім — галицького Володимирка. Нарешті, король Геза II (1141-62) був одружений з дочкою великого князя київського Мстислава Володимировича Єфросинією.
За правління Ендре І та його сина Шаламона (Соломона; 1063—1074 роки) в Угорщині посилився руський вплив — русини займали високі посади, поширився візантійський церковний обряд, при дворі вживалася слов'янська мова. Якщо до кін. XI ст. відносини Угорщини з Руссю носили переважно мирний характер, то в наступні десятиліття угорські напади на Русь стають нерідким явищем. Згідно з угорськими джерелами, перший похід у Галичину близько 1095 року зробив Ладислав І. Угорські королі дедалі частіше втручалися у внутрішню міжусобну боротьбу руських князів, здійснюючи походи у Галицьку землю. Король Кальман у 1099 році пішов у Галичину як союзник київського князя Святополка Ізяславича в боротьбі проти Василька Ростиславича та його брата Володаря, однак був розгромлений у битві на р. Вігор під Перемишлем. Іштван II (1116-31) у 1123 здійснив похід на Володимир-Волинський. Бела II (1131—1141 роки) у 1139 році послав багатотисячне військо на допомогу великому князю київському Ярополку Володимировичу, що вів боротьбу з чернігівським князем Всеволодом. Геза II протягом 1148—1152 років здійснив ряд походів у Галичину на підтримку великого князя київського Ізяслава Мстиславича проти галицького князя Володимирка. Бела III (1173—1196 роки) після конфліктів з Візантією домагається приєднання Далмації, Хорватії і Боснії. Культурні зв'язки з Францією виникають внаслідок запрошення цистерціанців та премонстрантів. Семиграддя заселяють закликаними до країни «саксами», яким пізніше, у 1224 році забезпечують самоврядування. У 1188 Бела III під приводом допомоги князю Володимиру Ярославичу намагався приєднати галицькі землі до Угорщини, проголосивши себе «королем Галичини» 1 зробив намісником у Галичі свого сина Ендре (пізніше — король Ендре II: див. Андрій II), правив в 1205—1235 роках. Проте галицькі бояри за підтримки польського князя Казимира II Справедливого у 1189 році вигнали Ендре (Галицьке повстання 1189 року).

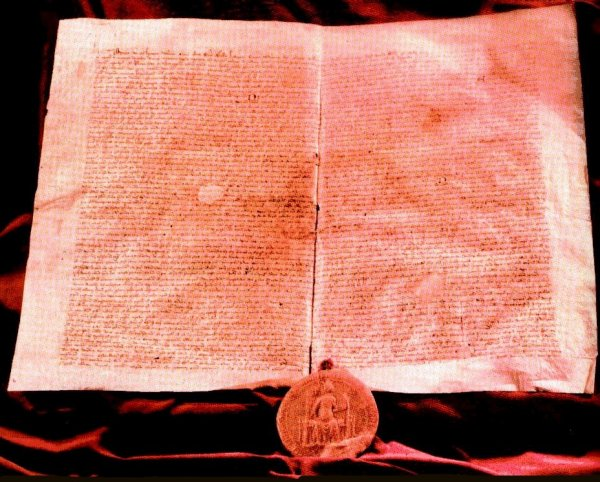
«Золота булла» 1222 року.

Після загибелі князя Романа Мстиславича (1205 рік) його вдова Анна, прагнучи утвердити на престолі Галицько-Волинської держави свого малолітнього сина Данила Романовича Галицького, вдалася під опіку короля Ендре II. Протягом кількох років Едре II підтримував їх у боротьбі проти галицьких бояр та інших руських князів, що зазіхали на Галичину, прийнявши при цьому титул «короля Галичини і Володимири». У 1214 році Ендре II уклав у Спіші з краківським князем Пешком Білим угоду (див. Спіська умова 1214 року), за якою галицькі землі були приєднані до Угорщини, а його малолітній син Коломан проголошувався королем Галичини. Окупація Галичини угорськими військами викликала Галицьке повстання 1219—1221 років. У травні 1221 року об'єднані сили Данила Галицького і Мстислава Удатного розбили угорські війська під командуванням Коломана біля Галича. Проте Мстислав Мстиславич Удатний, який зайняв галицький престол, видав свою дочку Марію за молодшого сина угорського короля — Ендре (див. Андрій Андрійович) і в 1227 році передав йому Галичину. У 1230 році Данило Галицький звільнив Галич від угорських військ, а сам Андрій Андрійович потрапив у полон. У наступні роки угорці зробили ще кілька безрезультатних спроб зайняти Галичину. 1222 року Андрій видає «Золоту буллу»: велика знать і клір отримують гарантії проти конфіскації маєтків, оподаткування, арештів і право вільного розпорядження маєтками дрібної знаті, котра більше не є опорою корони. Неоплачуваний військовий обов'язок діє тепер лише у внутрішніх кордонах країни. Земельні збори одержують право на оскарження та опір (застереження про опір) проти короля. Крах Угорщини в 1241 році під час монгольського вторгнення внаслідок поразки на річці Шайо. Відбувається конфлікт з Оттокаром ІІ Богемським. Після навали монголо-татар на Угорщину (1241—1242 роки), король Бела IV (1235—1270 роки), підтримуючи свого зятя, чернігівського князя Ростислава Михайловича (видав за нього дочку Анну), вислав у Галичину угорське військо на чолі з воєводою Фільнеєм. 17 серпня 1245 року угорські війська та їхні союзники — загони польських феодалів були розгромлені у битві під Ярославом дружиною Данила Галицького. Після поразки в Ярославській битві 1245 року Бела IV погодився на шлюб своєї дочки Констанції з Левом Даниловичем, який відбувся у 1247 році. Це сприяло встановленню тісних союзницьких відносин між Галицько-Волинською державою і Угорщиною (хоча Бела й надалі залишав за собою титул «короля Галичини і Лодомерії»). Данило Романович підтримував Белу IV у його боротьбі за австрійське герцогство (1252—1253 роки). Добросусідські відносини між Угорщиною і Галицько-Волинською державою тривали й після смерті Данила та Бели, за всіх останніх королів династії Арпадів. Князь Лев Данилович у 1260-х виступав союзником Угорщини в боротьбі проти Чехії. Близько 1280 року (за іншими даними — близько 1299 року) Лев Данилович звільнив частину Закарпаття з Мукачевом з-під влади Угорщини і приєднав її до Галицько-Волинської держави.

## Роздробленість (XIII—XV століття)
Наприкінці XIII — початку XIV століття Угорщина розпалась на низку самостійних володінь. Після смерті останнього представника старої династії Арпадів Ендре III (Андрій III, 1290—1301 роки) розгорілася боротьба за угорську корону. Королем було проголошено Карла І Роберта (1301—42) — представника Анжуйської династії, однак протягом двох десятиліть йому довелося утверджувати свою владу, поборюючи інших претендентів на королівський престол. Зокрема, наджупан Земплинського та Ужанського комітатів П.Петуня (Петро Петрович), очоливши в 1315 повстання проти Карла Роберта, запропонував запросити на угорський престол одного з галицько-волинських князів — Лева Юрійовича або його брата Андрія Юрійовича. Лише на початку 1320 років Карлу Роберту вдалося покінчити з політичною анархією в країні. За деякими даними, саме в цей час він захопив Мукачеве.
Після смерті короля Руського Юрія II Болеслава (1340) Угорщина надавала допомогу Польщі у загарбанні галицько-волинських земель. У 1340 Угорщина і Польща розпочали війну проти Литви за Галичину, яка тривала з перервами багато років. У 1349 польський король Казимир III Великий за підтримки угорських військ захопив Галичину, а згодом Холмську та Белзьку землі. У 1349 південна частина Галичини, що пізніше одержала назву Буковина, відійшла до Угорщини (з 1359 Буковина перебувала у складі Молдавського князівства). У 1350 наступник Карла Роберта, угорський король Людовік І Великий (1342-82) уклав угоду зі своїм дядьком, польським королем Казимиром III Великим, згідно з якою У. «відступала свої спадкові права» на Руське королівство (Галичину) Казимирові, а після його смерті (коли у нього не буде синів) Польща разом з Галичиною, Холмською та Волзькою землями і Крем'янцем перейде до Людвіка. Після смерті в 1370 Казимира III Людвік I став польським королем. У 1372 він передав владу над Галичиною своєму наміснику силезькому князю Владиславу Опольському (1372—1379, 1385—1387). У 1376-77 Людвік І вів запеклу боротьбу з волинським князем Любартом і великим князем литовським Кейстутом за Західну Волинь, внаслідок якої до Угорського королівства було приєднано Холмську та Белзьку землі. Зі смертю Людвіка І особиста унія Угорщини й Польщі розпалася. Королевою У. стала старша дочка Людвіка Марія (1382-87), а королевою Польщі — його молодша дочка Ядвіга. У 1387 Галичина була остаточно приєднана до Польської держави.
Закарпаття продовжувало перебувати під владою Угорщини. У 1393—1414 (або 1417) володарем Мукачівської домінії та наджупаном Берегівського, Земплинського та Мармароського комітатів був князь Федір Коріятович.
За правління короля Жигмонда (Сигізмунда) Люксембурга (1387—1437) в У посилюється міжусобна боротьба між окремими угрупованнями магнатів (т. зв. лігами баронів). На поч. 15 століття на У. насувається загроза турецького завоювання (1416, 1418 — перші вторгнення турецьких військ в У). У боях проти турків уславився полководець Янош Гуняді, який, об'єднавши під своїм керівництвом угорські, румунські, польські, сербські та волоські загони, в 1456 розбив турецькі війська в битві під Белградом. У 1458 під тиском середнього дворянства королем У. було обрано сина Яноша — Матяша Гуняді (Корвіна; 1458-90), який зміцнив королівську владу, здійснив ряд успішних військових походів (завоював Моравію, Сілезію, Східну Австрію), вів успішну боротьбу проти Османської імперії.

## Угорщина під Габсбурзькою та Османською імперіями (XVI- XVIIст.)

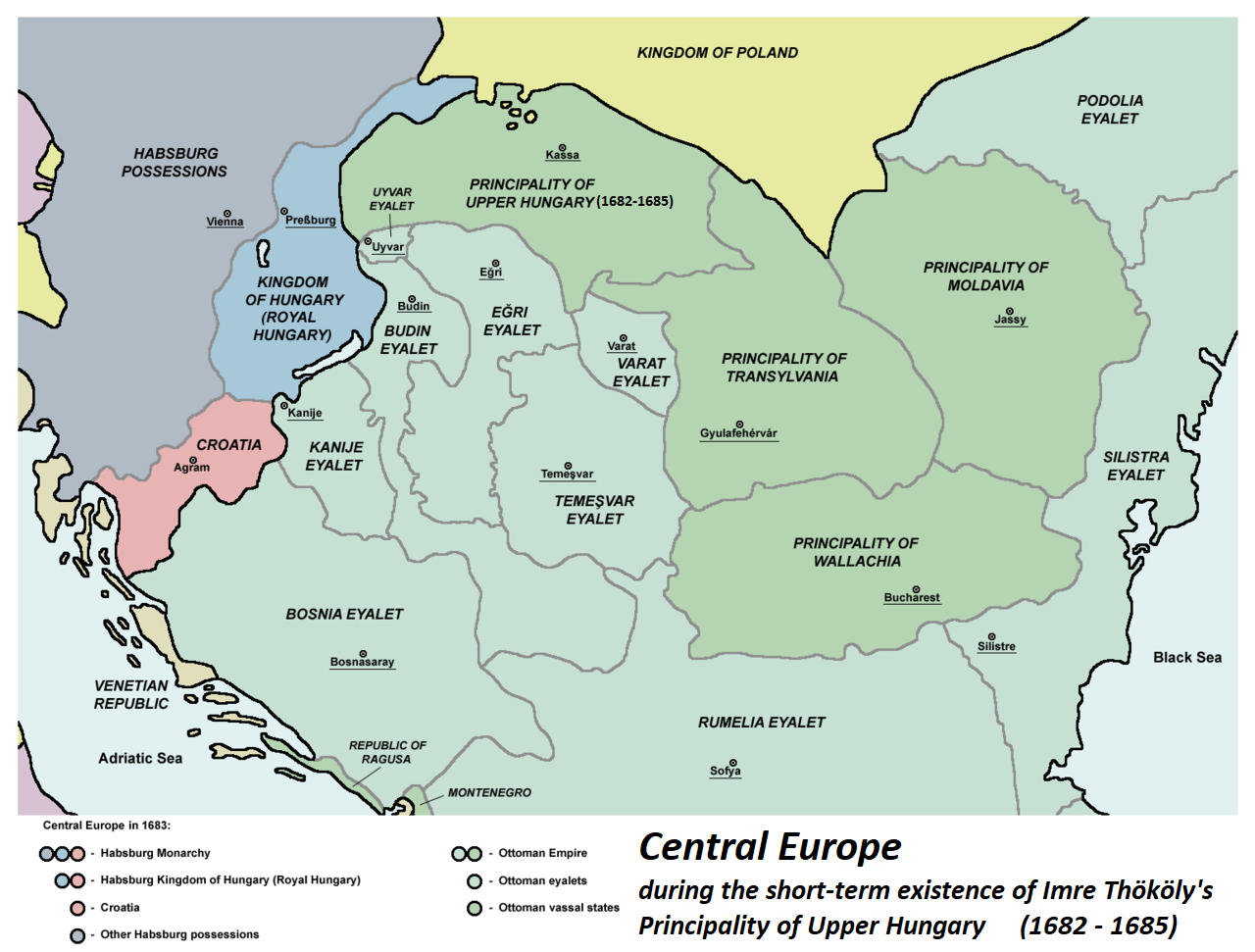
Землі Угорщини під турецьким пануванням, 1683 р.

Наприкінці XV, на початку XVI ст. відновилися феодальні чвари. Посилення тиску землевласників на закріпачене селянство викликало велике селянське повстання 1514 під проводом Д.Дожі, в якому взяло участь і кілька загонів із Закарпаття. Повстання було з нечуваною жорстокістю придушене феодалами, що полегшило останнім законодавче оформлення в У. кріпацтва.
Після поразки угорської армії під Могачем (1526) центральну частину країни захопили турки, західні та північно-західні землі У. відійшли до австрійських Габсбургів. У східній частині колишнього Угорського королівства утворилося князівство Трансильванія (Семигород), яке перебувало у васальній залежності від султана, але користувалося широкою автономією. До складу князівства ввійшла й більша частина Закарпаття, решта — до держави Габсбургів. Трансильванський князь Дьердь (Юрій) II Ракоці (1648-60), що претендував на польський трон, підтримував дипломатичні зв'язки з українським гетьманом Б.Хмельницьким, з яким підписав договір про спільну боротьбу проти Речі Посполитої. У 1657 на допомогу Ракоці у поході на Польщу Б.Хмельницький направив 20-тисячне козацьке військо на чолі з наказним гетьманом А.Ждановичем (1657). Трансильванська армія за підтримки шведських загонів здобула Краків і Варшаву, однак у липні 1657 була змушена капітулювати перед польськими військами під Чорним Островом на Поділлі.

## Австрійська імперія (XVII - XVIII ст.)
У 17 ст. внаслідок війни 1683—1699 австро-угорські війська вигнали турецькі війська із Середнього Подунав'я. За рішеннями Карловицького конгресу 1698-99 майже вся територія Угорського королівства, включаючи й Трансильванське князівство, перейшла під владу Габсбургів. Заміна турецького поневолення на австрійське панування аж ніяк не відповідала прагненням широких верств угорського народу. Протягом 1703-11 у країні тривало національно-визвольне повстання, яке очолив трансильванський князь Ференц II Ракоці. Незважаючи на мужність повстанців, серед яких билося чимало словаків, закарпатських українців і волохів, повстання було придушене.
Імператриця Марія-Терезія (1740-80) та імператор Йосиф II (1780-90; одночасно угорські королева й король) намагалися провести обмежені реформи в дусі «освіченого абсолютизму», які, однак, не могли задовольнити широкі верстви угорського суспільства. Під впливом Великої французької революції в У. виникли таємні організації т. зв. угорських якобінців, одним з керівників та ідеологом яких був Ігнац Мартинович. У 1820-40-х роках XIX ст. на тлі поступового розвитку промисловості й індустріальних відносин наростав рух за скасування феодальних пережитків, зокрема, кріпацтва. Небажання Габсбургів стати на шлях проведення широких ліберальних реформ призвело до революційних виступів у частинах Австрійської імперії, у тому числі в У. Внаслідок повстання в Пешті 15.3.1848 влада в У перейшла до рук сформованого в ході революції уряду. Було скасоване кріпосне право та відмінено цензуру. Спроба австрійської влади придушити угорську революцію збройним шляхом зазнала невдачі. Провідну роль у розгортанні революції відіграли Лайош Кошут, Шандор Петефі, Йожеф Бем та ін. Угорський парламент у 1849 проголосив повну незалежність У. від Австрії. Однак австрійський уряд звернувся за збройною допомогою до російського імператора Миколи II. У серпні 1849 російська армія примусила угорські війська капітулювати біля фортеці Вілагош. Революція зазнала поразки. Габсбурги, опанувавши ситуацією, ліквідували значну частину революційних здобутків (за винятком скасування кріпацтва). У. (від якої були відокремлені Трансильванія, Хорватія, Славонія та Воєводина), по суті, було перетворено на звичайну австрійську провінцію (див. також Революції 1848).

## Австро-Угорщина(1867—1918)
Ослаблення міжнародних позицій Австрії внаслідок поразок у війні з Пруссією та гостра внутрішньополітична криза, пов'язана з національною проблемою, змусили віденський двір піти на компроміс з поміркованою частиною угорської громадськості. Внаслідок австро-угорської угоди 1867 габсбурзька імперія була перетворена на двоєдину Австро-Угорську імперію (Австро-Угорщина), в рамках якої Угорщина, як і Австрія, визнавалася суверенною частиною держави, в якій усі внутрішні справи розв'язувались угорським парламентом і урядом. Як і раніше, австрійський імператор залишався одночасно й угорським королем (Франц Йосиф I коронований угорською короною 8.6.1867). Територію Угорщини було значно розширено: до неї увійшли фактично всі т. зв. «землі корони св. Стефана», у тому числі Трансильванія, Банат, Воєводина, Хорватія, Славонія, Словаччина, Закарпаття.
Друга пол. 19 ст. відзначалася прискореним економічним розвитком Угорщини, угорські вчені стають авторами низки сенсаційних винаходів (напр. Етвеш Лоранд). Проте посилилася люмпенізація робітничих мас. Разом з тим залишилося чимало феодальних пережитків, зокрема, велике поміщицьке землеволодіння. Загострювалося і національне питання: неугорські національності виступали проти політики насильницької мадяризації, за визнання своїх прав на самовизначення та вільний розвиток національних мов і культур. На поч. 20 ст. широко розгорнулася боротьба демократичної громадськості Австро-Угорщини за встановлення загального виборчого права (запроваджене 1907). Участь Австро-Угорщини у Першій світовій війні 1914-18 в складі блоку Центральних держав загострила до краю нерозв'язані соціально-політичні проблеми, призвела до зубожіння широких верств населення країни.

## Режим Горті (1920—1944)

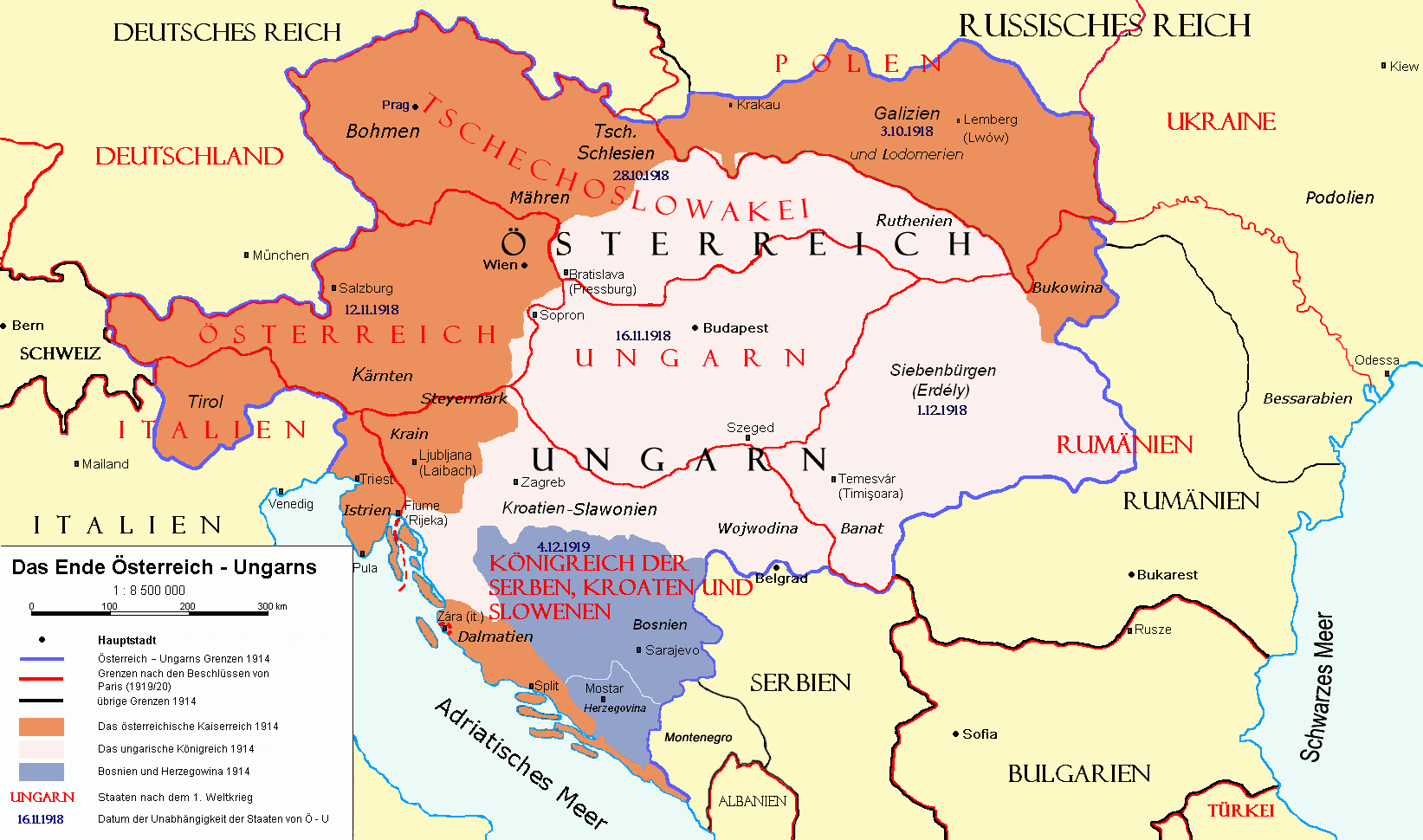
Розпад Австро-Угорщини в 1918

В умовах поразки габсбурзької монархії у війні та розвалу Австро-Угорської імперії 31 жовтня 1918 року в Угорщині перемогла демократична революція, внаслідок якої країна відновила свою незалежність і була проголошена республікою (16.11.1918). Після революції на перший план виступило національно-територіальне питання, оскільки немадярські народи — румуни, серби, хорвати, словаки рішуче прагнули відокремлення. На Закарпатті угорський уряд схвалив автономне утворення — так звану Руську Країну. Однак Всекарпатський конгрес, що відбувся у січні 1919 в Хусті, висловився за возз'єднання Закарпаття з Українською Народною Республікою. Одночасно на Рахівщині та Мармарощині утворилася Гуцульська республіка. У 1919-20 у Будапешті перебували українські дипломатичні місії: УНР (голова М. Ґалаґан) і ЗУНР (гол. Я.Біберович).
Різке загострення внутрішньополітичного та міжнародного становища У. спричинилося до захоплення на короткий час (березень-липень 1919) влади в країні комуністами, які проголосили У. радянською республікою. Після ліквідації комуністичної влади в У. було встановлено диктатуру Міклоша Горті, який формально відновив монархію. Королівський трон залишився незайнятий (Габсбурги були його позбавлені), а сам Горті став регентом країни. Хоча встановлений Горті режим був украй авторитарним за своїм характером, в країні зберігалися певні залишки демократичних свобод: існували парламентська система, політичні партії, профспілки. За Тріанонським мирним договором 1920 територія Угорщини скоротилася на дві третини (Словаччина і Закарпаття включені до Чехо-Словаччини; Трансильванія, Східний Банат, Мармарощина — до Румунії; південнослов'янські землі — до Королівства сербів, хорватів і словенців; провінція Бургенлянд — до Австрії), а населення — приблизно на 60 %. Це викликало зародження серед угорських правлячих кіл і частини угорського суспільства реваншистських настроїв. Сподіваючись, що гітлерівський уряд допоможе У. повернути втрачені території, гортистський режим пішов на встановлення союзницьких відносин з нацистською Німеччиною. У 1939 У. приєдналася до «Антикомінтернівського пакту», а в 1940-до Берлінського пакту (Німеччина, Японія, Італія). У 1938 У. взяла участь в розчленуванні Чехо-Словаччини. За першим Віденським арбітражем 2.11.1938 до У. відійшли південні райони Словаччини й південна частина Закарпатської України з містами Ужгород, Мукачево, Берегів. На решті земель Закарпаття 14-15.3.1939 було проголошено незалежну українську державу — Карпатську Україну. Одночасно У. за згодою керівництва нацистської Німеччини напала на новостворену державу і, долаючи впертий опір Збройних сил Карпатської України — «Карпатської січі», окупувала її територію. Внаслідок другого Віденського арбітражу (1940) від Румунії до У. відходила північна частина Трансильванії.

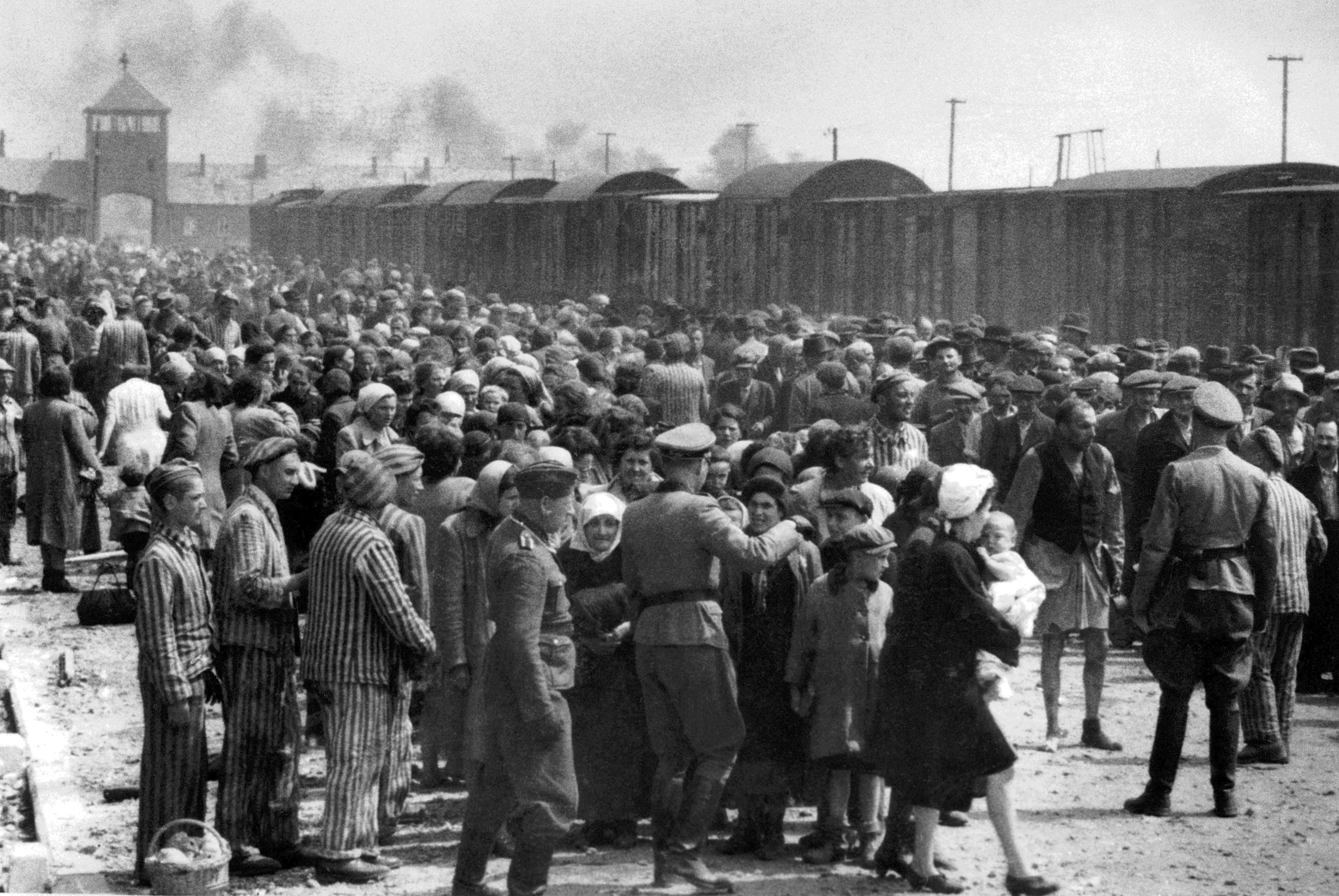
Євреї, що прибувають до Освенциму з Угорщини, 1944

У червні 1941 Угорщина слідом за Німеччиною оголосила війну Радянському Союзу. В 1943 значна частина її армії, відправлена на німецько-радянський фронт, була вщент розбита у районі Воронежа. У вересні 1944 Радянська армія, переслідуючи гітлерівські війська, ступила на угорську землю. Командування німецької армії усунуло від влади М. Горті (зробив спробу вивести країну з війни) і створило новий уряд з відвертих нацистських колабораціоністів — партії «Схрещених стріл» (т. зв. «нілашистів»). На поч. квітня 1945 вся територія У. була звільнена від німецьких збройних сил та угорських підрозділів, підпорядкованих нілашистському урядові. Під контролем радянської адміністрації було створено нові органи державної влади. Вони мали коаліційний характер, але все більшу роль у них відігравали комуністи. Держави антигітлерівської коаліції уклали з У. мирний договір (див. Паризькі мирні договори 1947), який остаточно зафіксував скасування рішень обох Віденських арбітражів. Державні кордони Угорщини були встановлені відповідно до рішень Тріанонського мирного договору 1920.

## Угорська Народна Республіка (1947—1989)
У 1947-48 компартія під керівництвом Матяша Ракоші нейтралізувала шляхом терору своїх політичних опонентів (Партію дрібних сільських господарів, Соціал-демократичну партію) і остаточно захопила владу в країні. В У. була встановлена комуністична диктатура на чолі з М.Ракоші, лідером компартії (з червня 1948 — Угорської партії трудящих). Реальну основу комуністичного режиму становили радянські війська, які залишались у країні. Комуністична влада поспішала оволодіти всіма важелями економіки. Протягом 1947—49 було націоналізовано банки, середні й дрібні підприємства. Одночасно розпочато колективізацію сільського господарства, що проводилася насильницькими методами. У країні запанував політичний терор. Невдоволення широких верств народу тоталітарним режимом спричинило революцію 1956, яку жорстоко придушили радянські війська. Нове партійно-державне керівництво на чолі з Яношем Кадаром змушене було провести в країні помірковано-ліберальні господарські реформи, допустивши функціонування елементів ринкової економіки.
У роки комуністичного ладу в рамках угорсько-радянських економічних і культурних відносин набули помітного розвитку зв'язки Угорщини з Україною. Угорщина експортувала в СРСР (зокрема, в Україну) автобуси, устаткування для підприємств, металорізальні верстати, електротовари, боксити й глинозем, медикаменти, вироби легкої промисловості, продукти харчування. З України в Угорщину надходило вугілля, кокс, залізна руда, прокат чорних металів, електроенергія, мінеральні добрива, а також сільськогосподарські машини та заводське устаткування. Розширювався науковий та культурний обмін, існували досить тісні зв'язки між вузами обох країн. У Будапештському університеті та Ньїредьгазькому педінституті відкрито кафедри української філології. Здійснювалися переклади української літератури в Угорщині й угорської в Україні, взаємні театральні гастролі й виступи художніх колективів, обмін мистецькими виставками тощо.

## Після 1989
Суспільно-політичний поворот, започаткований в СРСР у 1985, розвал комуністичного блоку й самого Радянського Союзу спричинили докорінні зміни в Угорщині.
В 1989 в Угорщині мирним шляхом відбувся перехід від тоталітарного режиму до демократичного устрою. Втратила монополію на владу й розпалася правляча Угорська соціалістична робітнича партія (її членський склад скоротився з 700 тис. до кількох десятків тис.). Ця партія зазнала докорінної реорганізації: змінено назву на «Угорська соціалістична партія» та керівництво УСП. Партія відмовилася від марксистсько-ленінської ідеології й перейшла на соціал-демократичні позиції.
Навесні 1990 відбулися перші з часу встановлення комуністичного режиму вільні парламентські вибори. Найбільшу кількість голосів одержав Угорський демократичний форум (УДФ) — правоцентристське об'єднання, що спиралося на християнські та національні традиції. Парламент обрав президентом Угорської Республіки лідера ліберального угруповання Союзу вільних демократів Арпада Гонца (у 1995 обраний президентом країни на другий строк).
Новий уряд провів радикальну чистку державного апарату, армії, керівництва підприємств від засилля комуністів. Створено новий, демократичний державний механізм. Здійснено глибокі перетворення в галузі економіки, яку поставлено на ринкові рейки. Господарство Угорщини, хоча й з труднощами, виходило з кризового стану. Проте реформування економіки країни супроводжувалося зростанням безробіття й інфляції, тимчасовим спадом життєвого рівня широких верств населення. Це спричинило падіння популярності УДФ і керованого цим угрупованням уряду. На парламентських виборах 1994 УДФ зазнав поразки. Перемогу здобула УСП. Її лідер Дьюла Горн став прем'єр-міністром. При цьому основні риси економічного курсу уряду не зазнали суттєвих змін.
Після 1989 докорінно змінився характер зовнішньої політики Угорщини. Її основним пріоритетом стало включення країни у процес європейської інтеграції, зокрема, прагнення увійти до НАТО і Європейського союзу. Протягом 1990-91 з Угорщини виведено радянські війська, які постійно там перебували з 1944-45. На початку грудня 1991 встановлено дипломатичні відносини між Угорщиною та Україною. 6.12.1991 під час візиту до Києва прем'єр-міністра Угорської Республіки Йожефа Антала відбулося підписання Договору про основи добросусідства і співробітництва між Україною та Угорщиною.
У 2004 Угорщина вступила до Європейського Союзу.